# Годфри, Джон Фергюсон
Джон Фергюсон Годфри (англ. John Ferguson Godfrey; 19 декабря 1942, Торонто — 18 декабря 2023) — канадский деятель образования, редактор и политик. Президент Университета Кингс-Колледжа (Галифакс, Новая Шотландия, 1977—1987), главный редактор газеты Financial Post (1987—1991), депутат Палаты общин Канады (1993—2008), государственный министр по инфраструктуре и общинам при офисе премьер-министра (2004—2006). Кавалер ордена Канады (2018).

## Биография
Родился в 1942 году в Торонто в семье военного лётчика, будущего сенатора Джона Морроу Годфри и Мэри Бернуэлл. В 1960 году окончил Колледж Верхней Канады и на следующий год был принят в Невшательский подготовительный колледж в Швейцарии. В 1965 году получил первую академическую степень в Торонтском университете, где учился в Тринити-колледже, а в 1967 году — степень магистра философии в Баллиол-колледже Оксфордского университета. Позже, в 1975 году, защитил диссертацию на степень доктора философии в окфордском Колледже Святого Антония. Специализировался в области истории Франции.
В 1970 году получил место профессора истории в Университете Далхаузи (Новая Шотландия). Работал над методикой преподавания введения в историю студентам непрофильных специальностей, включая разбивку событий 1870—1970 годов на тематические десятилетия. Неортодоксальные методы преподавания Годфри включали, среди прочего, 24-часовое занятие, посвящённое оперному циклу «Кольцо нибелунга», собственная продолжительность которого составляет около 15 часов. Как преподаватель он пользовался у студентов большой популярностью.
В 1977 году занял пост президента Университета Кингс-Колледжа — небольшого вуза, в это время проходившего процесс поиска нового образа после отказа от преподавания теологии. Под руководством Годфри в университете была разработана «программа Первого года», состоящая из курсов, посвящённых знаменитым книгам и идеям. В эти годы также была основана программа бакалавриата по журналистике. Годфри также способствовал росту известности своего вуза с помощью экстравагантных пиар-акций, одной из которых стало требование компенсации в размере 460 млн долларов от Колумбийского университета в Нью-Йорке, основанного за два века до этого при поддержке Университета Кингс-Колледжа. В эти годы известности самого Годфри способствовали его гуманитарные инициативы, в том числе участие в организации воздушного моста по доставке продовольствия в страдавшую от голода Эфиопию. Участвовал в выборах в парламент Новой Шотландии как кандидат от Либеральной партии в округе Галифакс-Цитадель, но потерпел поражение.
После десяти лет на посту президента университета Годфри в 1987 году получил назначение на должность главного редактора газеты Financial Post, которой руководил в годы перехода от формата широкополосного еженедельника к ежедневному таблоиду. Оставался в должности до 1991 года, когда стал вице-президентом Канадского института перспективных исследований.
Вернулся в политику в 1993 году, победив на выборах в федеральную Палату общин как кандидат от либералов в округе Дон-Валли-Запад. Успешно переизбирался в 1996, 2000, 2004 и 2006 годах. В парламенте 35-го созыва возглавлял постоянные комитеты Палаты общин по промышленности и по канадскому наследию. С 1996 по 2004 год занимал должности парламентского секретаря при различных министрах кабинета Жана Кретьена, в том числе с 2003 года — парламентского секретаря премьер-министра по делам городов. В годы работы в парламенте стал автором федерального закона об устойчивом развитии. После смены лидера Либеральной партии новый премьер-министр Пол Мартин назначил Годфри государственным министром инфраструктуры и общин, и тот сохранял этот пост до 2006 года.
В 2006 году объявил о намерении участвовать в качестве кандидата в выборах нового лидера Либеральной партии, но позже снялся с гонки из-за состояния здоровья и поддержал кандидатуру Боба Рэя. В конце 2007 года объявил, что уходит из политики, чтобы занять место директора Торонтской французской школы, однако оставался в парламенте до федеральных выборов 2008 года. Во главе школы оставался на протяжении шести лет, после чего ушёл на пенсию, проведя последние годы жизни вместе с женой Триш и сыном Иэном. В конце жизни выступал в роли консультанта правительства провинции Онтарио по климатическим изменениям и возглавлял группу действия по климатическим вопросам при правительстве провинции. В 2018 году произведён в кавалеры ордена Канады. Скончался 18 декабря 2023 года, не дожив одного дня до 81 года.

## Сочинения
- Capitalism at War (1987)[5]
- The Canada We Want: Competing Visions for the New Millennium (1999, в соавторстве с Робом Маклином)[5]